# Morocalan
Morocalan is een bestuurslaag in het regentschap Lamongan van de provincie Oost-Java, Indonesië. Morocalan telt 921 inwoners (volkstelling 2010).